# 伊沃娜·帕维切维奇
伊沃娜·帕维切维奇（1996年4月21日—），生于波德戈里察，黑山女子手球运动员。她曾代表黑山国家队参加2020年夏季奥林匹克运动会手球比赛，获得第6名。